# PRIDE GRANDPRIX 2004 2nd ROUND
PRIDE GRANDPRIX 2004 2nd ROUND（プライドグランプリにせんよん セカンドラウンド）は、日本の総合格闘技イベント「PRIDE」の大会の一つ。2004年（平成16年）6月20日、埼玉県さいたま市のさいたまスーパーアリーナで開催された。海外PPVでの大会名は、「PRIDE Critical Countdown 2004」。
本大会では、ヘビー級グランプリ2回戦とワンマッチ3試合が行われた。大会キャッチコピーは「死ンデモ、生キ残レ。」。

## 大会概要
メインイベントとなった2回戦最終試合のエメリヤーエンコ・ヒョードル対ケビン・ランデルマンは、ランデルマンが垂直落下式バックドロップを放つもののヒョードルはリバーサルし、チキンウィングアームロックで勝利。小川直也はジャイアント・シルバにTKO勝ち。また、セルゲイ・ハリトーノフ対セーム・シュルトは、マウントポジションのハリトーノフがシュルトの顔面を殴り続けTKO勝利を挙げるが、あまりに凄惨なこの試合は地上波放送でほとんどカットされた。
総合格闘技デビュー戦となったK-1 WORLD GP 2001王者のマーク・ハントは、吉田秀彦と対戦し腕ひしぎ十字固めで一本負け。桜庭和志はニーノ"エルビス"シェンブリにリベンジ成功。

## 試合結果
第1試合 PRIDEルール 1R10分、2・3R5分
○  桜庭和志 vs.  ニーノ・"エルビス"・シェンブリ ×
3R終了 判定3-0
第2試合 PRIDEルール 1R10分、2・3R5分
○  クイントン・"ランペイジ"・ジャクソン vs.  ヒカルド・アローナ ×
1R 7:32 KO（パワーボム）
第3試合 PRIDE GRANDPRIX 2004 2回戦 1R10分、2・3R5分
○  セルゲイ・ハリトーノフ vs.  セーム・シュルト ×
1R 9:19 TKO（レフェリーストップ：マウントパンチ）
※ハリトーノフがグランプリ準決勝進出
第4試合 PRIDE GRANDPRIX 2004 2回戦 1R10分、2・3R5分
○  小川直也 vs.  ジャイアント・シルバ ×
1R 3:29 TKO（レフェリーストップ：マウントパンチ）
※小川がグランプリ準決勝進出
第5試合 PRIDEルール 1R10分、2・3R5分
○  吉田秀彦 vs.  マーク・ハント ×
1R 5:25 腕ひしぎ十字固め
第6試合 PRIDE GRANDPRIX 2004 2回戦 1R10分、2・3R5分
○  アントニオ・ホドリゴ・ノゲイラ vs.  ヒース・ヒーリング ×
2R 0:30 スピニングチョーク
※ノゲイラがグランプリ準決勝進出
第7試合 PRIDE GRANDPRIX 2004 2回戦 1R10分、2・3R5分
○  エメリヤーエンコ・ヒョードル vs.  ケビン・ランデルマン ×
1R 1:33 チキンウィングアームロック
※ヒョードルがグランプリ準決勝進出